# Harder to Breathe
"Harder to Breathe" là đĩa đơn đầu tay của ban nhạc pop rock người Mỹ Maroon 5. Ca khúc là đĩa đơn chủ đạo trích từ album đầu tay Songs About Jane (2002) của Maroon 5, được phát hành vào ngày 22 tháng 5 năm 2022. Bài hát do giọng ca chính Adam Levine và Jesse Carmichael phối hợp sáng tác. Tác phẩm thể hiện sự căng thẳng, được sáng tác rất nhanh trong hoàn cảnh khó khăn, đồng thời mang nội dung kể về một mối tình cũ của Levine. Bài hát nhận được đánh giá tích cực từ giới phê bình âm nhạc, họ dành lời khen cho âm thanh của bài.
"Harder to Breathe" giành được vị trí cao nhất là hạng sáu trên Airplay Monitor. Bất chấp những thành công trên thị trường đại chúng về sau của Maroon 5, bài hát đã giành vị trí thứ 31 trên bảng xếp hạng Alternative Songs và thứ 18 trên Billboard Hot 100. Trên thị trường quốc tế, đĩa đơn đạt vị trí số 13 ở khối Liên hiệp Anh và lọt top 40 ở các nước Ireland, New Zealand, Úc và Ý, đồng thời có mặt ở các bảng xếp hạng của Đức, Hà Lan và Thụy Điển.
Bản acoustic của "Harder to Breathe" được đưa vào EP 1.22.03.Acoustic (2004) và album trực tiếp Live – Friday the 13th (2005) của Maroon 5.

## Hoàn cảnh ra đời
Trong một phỏng vấn với MTV News vào tháng 8 năm 2002, khi được hỏi về quá trình phát triển "Harder to Breathe", giọng ca Adam Levine của Maroon 5 thừa nhận rằng bài hát miêu tả sự thất vọng của ban nhạc với hãng thu âm Octone Records trong lúc sản xuất album đầu tay Songs About Jane. Ban nhạc cho rằng mình đã đủ chất liệu để làm sản phẩm, nhưng hãng thu âm lại bảo họ cứ sáng tác tiếp đi. Levine viết ca khúc này để thể hiện nỗi thất vọng trước áp lực ấy: "Bài hát ấy xuất phát từ cảm giác thực sự muốn ném đồ vậy. Lúc đó là giờ làm thứ 11 và hãng thu âm muốn nhiều bài hát hơn. Đó là rạn nứt cuối cùng [trong quan hệ làm việc của chúng tôi]. Tôi chỉ cảm thấy bực bội. Tôi muốn làm đĩa nhạc và hãng thu âm đã gây nhiều sức ép, nhưng tôi mừng vì họ đã làm thế." Việc lựa chọn ca khúc làm đĩa đơn đầu tay cũng trở thành mâu thuẫn lớn giữa hãng thu âm và ban nhạc, đến mức họ cãi vã nhau. Sau này khi nghe ca khúc, các giám đốc của Octone không nhận ra chính họ là đối tượng ám chỉ trong lời bài hát, thậm chí còn yêu thích nó.
Trong cuốn hồi ký Harder to Breathe: A Memoir of Making Maroon 5, Losing It All, and Finding Recovery (2022), cựu tay trống Ryan Dusick của Maroon 5 cho biết đoạn groove chính của bài xuất phát từ một đoạn riff khá phức tạp mà nhóm sáng tác cho bài nhạc khí (instrumental) "Not Coming Home". Theo Dusick, để phù hợp với giai điệu, nhóm đã phát triển bài theo hướng đơn giản hóa (make it dumb): "Đôi khi thứ đơn giản nhất sau khi bỏ hết những cái cầu kỳ đi lại phát huy hiệu quả nhất. Vì thế chúng tôi giữ lại phần phiên khúc cực kỳ đơn giản, không nhấn mạnh thêm nhiều nhịp (polyrhythm) hay hòa âm cầu kỳ." Anh cho rằng ca khúc "mang đoạn groove có hồn của R&B nhưng được thể hiện bằng năng lượng mãnh liệt hơn, sở hữu câu hook bằng lời bắt tai của một bài hát pop và thái độ ngông ("fuck you") của tuổi trẻ, tất cả đều nhắm trúng tâm lý khán giả trẻ của chúng tôi."
Nội dung "Harder to Breathe" kể về mối quan hệ tình cảm của Levine với một cô gái tên là Jane.

## Đánh giá chuyên môn
"Harder to Breathe" được phân vào các thể loại funk rock và hard rock, đồng thời nhận được những đánh giá tích cực từ giới phê bình. Trong bài đánh giá album của Rolling Stone, nhà phê bình Christian Hoard nhận xét "Harder to Breathe" là "một đĩa đơn dữ dội". C. Spencer Beggs của The Observer viết: "Hai đĩa đơn ['Harder to Breathe' và 'This Love'] là hai bài nổi bật nhất trong album, thể hiện chất âm thanh sôi động, rộn ràng và sắc nét đặc trưng của Maroon 5." Sam Beresky của Daily Lobo tỏ ra kém phần nhiệt tình hơn về album, anh khen ngợi Maroon 5 trong bài "Harder to Breathe": "Bài hát thật thú vị. [Trong bài hát] có một số nét của những nghệ sĩ rock tinh tế mà có hồn như Train, John Mayer, thậm chí cả một ít [yếu tố] của Stevie Wonder hay Jamiroquai. Bài nhạc có âm thanh kết hợp rock và R&B hay, đủ dễ đoán để được lên sóng phát thanh." MacKenzie Wilson của AllMusic miêu tả bài hát là một "bản nhạc có hồn". Meghan Bard của The Daily Campus miêu tả đĩa đơn sở hữu "tiết tấu sôi động tuyệt vời với những câu guitar riff dữ dội và giọng hát nội lực" của Levine. Bard lưu ý rằng chủ đề trong bài hát nói về "hồi phục sau tổn thương tình cảm". Angus Batey của The Times đã so sánh "Harder to Breathe" nghe giống "kiểu Zeppelin".

## Diễn biến thương mại
"Harder to Breathe" được phát hành đĩa đơn CD ở Anh ngày 27 tháng 10 năm 2003. Bài hát có mặt ở vị trí thứ sáu trên bảng xếp hạng Airplay Monitor rồi sau đó giành được vị trí số 18 trên Hot 100 của Billboard. Suốt 16 tháng quảng bá từ khi ra mắt, "Harder to Breathe" mới lọt được top 40 của bảng xếp hạng Mainstream Rock. Ca khúc cũng xuất hiện ở vị trí 31 trên bảng Hot Modern Rock Tracks của Billboard vào năm 2003 khi vẫn còn là đĩa đơn độc lập, trước khi gây sốt trên các đài phát thanh thương mại trong các năm 2003–04. Đây là bài hát duy nhất của ban nhạc được phát trên các đài phát thanh alternative rock cùng với "This Love", trong khi các đĩa đơn khác của họ chỉ được phát trên các đài phát thanh pop và adult contemporary vì các đài này xem Maroon 5 là một ban nhạc pop rock chứ không phải ban nhạc alternative rock. Trên thị trường quốc tế, vào ngày 31 tháng 1 năm 2004, "Harder to Breathe" có mặt trên UK Singles Chart và vươn đến vị trí cao nhất là hạng 13, sau đó có bảy tuần góp mặt trên bảng xếp hạng. Đĩa đơn còn lọt top 40 ở các bảng xếp hạng của Ireland, New Zealand, Úc và Ý, ngoài ra cũng hiện diện ở nhóm cuối bảng xếp hạng của Đức, Hà Lan và Thụy Điển.
Tháng 10 năm 2003, Levine chia sẻ về thành công của bài hát với USA Today: "Tôi chẳng yêu hay ghét bài hát và tôi chẳng quan tâm bài nhạc có mặt trong album hay không. Chúng tôi có rất nhiều bài hát pop trong đĩa nhạc của mình, ý tưởng là bắt đầu bằng một thứ gì đó khác biệt. Tại sao phải bắt đầu ngay bằng một bài hát pop của một ban nhạc pop nữa chứ?" Năm 2022 trong hồi ký của mình, cựu tay trống Ryan Dusick từng chia sẻ rằng dẫu cho ca khúc mất tới một năm để leo lên đỉnh các bảng xếp hạng và chẳng bao giờ thành bài hit lớn như các đĩa đơn sau này, song tác phẩm "đã giúp chúng tôi được đánh giá nghiêm túc hơn - không còn bị xem là một one-hit wonder."

## Biểu diễn trực tiếp
Maroon 5 đã nhiều lần biểu diễn trực tiếp "Harder to Breathe" trong các sự kiện âm nhạc khác nhau, gồm toàn bộ các tour diễn màn nhóm này chủ trì. Ngày 22 tháng 4 năm 2003, Maroon 5 trình bày tác phẩm trên chương trình Jimmy Kimmel Live!. Ca khúc cũng từng được ban nhạc thể hiện trên The Ellen DeGeneres Show. Năm 2004, nhóm biểu diễn ca khúc trong chương trình Inside Track Live của VH1 và trên chương trình ca nhạc hàng tuần Top of the Pops vào ngày 26 tháng 1. Năm 2005, Maroon 5 phát hành album trực tiếp có tên gọi Live – Friday the 13th, trong đĩa này cũng có xuất hiện bài hát được trình diễn trực tiếp. Cùng năm ấy, họ biểu diễn ca khúc tại nhạc hội Rock am Ring ở Đức và nhạc hội từ thiện Live 8 vào ngày 2 tháng 7 năm 2005.
Năm 2010, ca khúc được ban nhạc thể hiện trong chuỗi chương trình Summer Sets của Vevo. Ngày 29 tháng 6 năm 2012, Maroon 5 trình bày "Harder to Breathe" tại chương trình The Today Show Toyota (Concert Series), được phát trực tiếp trên NBC. Họ tái ngộ tại nhạc hội Rock in Rio 2017 để trình diễn "Harder to Breathe" cùng một số bài hit khác của mình. Ngày 3 tháng 2 năm 2019, trong chương trình ca nhạc phục vụ khán giả ở giờ nghỉ giữa hiệp của Super Bowl, Maroon 5 đã biểu diễn "Harder to Breathe" cùng loạt bài hit khác như "Moves Like Jagger", "Sugar" và "Girls Like You". Cuối năm 2023 trong chuyến đi đến Phú Quốc, Việt Nam để tham gia nhạc hội 8Wonder Winter Festival, "Harder to Breathe" cũng nằm trong danh sách tiết mục tổng duyệt của ban nhạc.

## Video âm nhạc
Trong video âm nhạc (MV), Maroon 5 biểu diễn trong một ngôi nhà/nhà xưởng ánh sáng mờ. Suốt thời lượng MV, phi tiêu trên bảng ném, nến, tranh ảnh và thậm chí các thành viên cùng nhạc cụ của họ xuất hiện rồi biến mất trong hiệu ứng mờ dần. Gần cuối MV, Adam Levine đi qua một hành lang hẹp, kéo lê cây đàn guitar trong khi những bức ảnh hai bên tường liên tục mờ ẩn hiện. Đến cuối hành lang, anh đối diện với một bức tường có ánh sáng nhỏ lọt ra, rồi bất ngờ quăng cây guitar về phía sau và đấm mạnh vào tường. Ngay lập tức, camera chuyển cảnh nhanh đến hình ảnh ban nhạc đang biểu diễn và những ánh đèn bật sáng đột ngột. MV của "Harder to Breathe" do Marc Webb làm đạo diễn, về sau Webb hợp tác tiếp với ban nhạc trong MV của "Goodnight Goodnight" (2008).
Ngày 19 tháng 8 năm 2002, MV được phát hành. Octone Records đã bỏ ra kinh phí 55.000 đô la Mỹ để thực hiện MV với chủ đề biểu diễn trực tiếp, song Levine tỏ ra bất bình trước sản phẩm MV đầy nhàm chán. Tác phẩm được chiếu trên kênh MTV2, song vẫn bị khán giả thờ ơ. Sau khi MV ra mắt, doanh số đĩa đơn không có dấu hiệu khả quan, khiến ban nhạc chưa ghi được dấu ấn với khán giả. Mãi sau này, MV mới gây sốt và nhận được lượng phát sóng đông đảo trên Top 40, MTV và VH1.

## Đội ngũ sản xuất
Đội ngũ sản xuất được lấy từ các dòng ghi chú lót bìa (liner notes) của Songs About Jane.
Maroon 5
- Adam Levine – hát chính guitar
- Ryan Dusick – trống, bộ gõ, hát bè
- Jesse Carmichael – keyboard
- James Valentine – guitar
- Mickey Madden – guitar bass

Nhạc sĩ phụ
- Bruce Smith – biểu diễn qua phần mềm/thiết bị số (programming)

## Bảng xếp hạng
| Bảng xếp hạng (2002–2004)            | Vị trí cao nhất |
| ------------------------------------ | --------------- |
| Úc (ARIA)                            | 37              |
| CIS (Tophit)                         | 128             |
| Đức (GfK)                            | 79              |
| Ireland (IRMA)                       | 34              |
| Ý (FIMI)                             | 28              |
| Hà Lan (Dutch Top 40 Tipparade)      | 12              |
| Hà Lan (Single Top 100)              | 86              |
| New Zealand (Recorded Music NZ)      | 33              |
| Scotland (OCC)                       | 11              |
| Thụy Điển (Sverigetopplistan)        | 54              |
| Anh Quốc (OCC)                       | 13              |
| Anh Quốc Rock and Metal (OCC)        | 6               |
| Hoa Kỳ Billboard Hot 100             | 18              |
| Hoa Kỳ Adult Pop Airplay (Billboard) | 15              |
| Hoa Kỳ Alternative Songs (Billboard) | 31              |
| Hoa Kỳ Pop Airplay (Billboard)       | 5               |

| Bảng xếp hạng (2019)                              | Vị trí cao nhất |
| ------------------------------------------------- | --------------- |
| Hoa Kỳ Alternative Digital Song Sales (Billboard) | 12              |

| Bảng xếp hạng (2003)                 | Vị trí |
| ------------------------------------ | ------ |
| Hoa Kỳ Adult Top 40 (Billboard)      | 33     |
| Hoa Kỳ Mainstream Top 40 (Billboard) | 33     |

| Bảng xếp hạng (2004) | Vị trí |
| -------------------- | ------ |
| UK Singles (OCC)     | 183    |

## Chứng nhận
| Quốc gia                                                    | Chứng nhận | Số đơn vị/doanh số chứng nhận |
| ----------------------------------------------------------- | ---------- | ----------------------------- |
| Úc (ARIA)                                                   | Bạch kim   | 70.000‡                       |
| New Zealand (RMNZ)                                          | Vàng       | 15.000‡                       |
| Anh Quốc (BPI)                                              | Bạc        | 200.000‡                      |
| Hoa Kỳ (RIAA)                                               | Bạch kim   | 1.000.000                     |
| ‡ Chứng nhận dựa theo doanh số tiêu thụ và phát trực tuyến. |            |                               |

## Lịch sử phát hành
| Vùng   | Ngày                | Định dạng  | Hãng thu âm | TK     |
| ------ | ------------------- | ---------- | ----------- | ------ |
| Hoa Kỳ | 22 tháng 5 năm 2002 | Phát thanh | Octone      | [ 7 ]  |
| Úc     | 29 tháng 9 năm 2003 | CD         | Universal   | [ 77 ] |